# 함평소방서
함평소방서(咸平消防署, Hampyeong Fire Station)은 전라남도 함평군을 관할하는 전라남도 소방본부 산하의 소방서이다.
소방서장은 소방정으로 보한다.

## 조직
| - 소방과 - 소방계 - 장비계 | - 방호구조과 - 방호구조계 - 예방안전계 | - 현장대응단 - 진압팀 - 조사지원팀 - 119구조대 |

## 연혁
- 1993년 나주소방서 함평파출소개소
- 2005년 영광소방서 함평파출소관할구역변경
- 2007년 영광소방서 함평119안전센터명칭변경
- 2015년 12월 1일 영광소방서 함평119구조대발대
- 2018년 12월 13일 함평소방서개청
- 2021년 1월 14일 나산119안전센터개청

## 역대서장
- 제1대임동현(초대서장)
- 제2대김재승
- 제3대이정현
- 제4대김광선

## 관할센터 및 관할구역
함평소방서는 2개의 119안전센터와 1개의 구조대를 산하에 두고 있다.
강신우 (2014년 9월 27일). “농촌, 119지역대 폐쇄…인명·재산 '골든타임' 놓친다”. 이데일리. 2014년 10월 14일에 확인함.
| 명칭                 | 사진 | 주소               | 관할구역                                  | 지역대                                    |
| -------------------- | ---- | ------------------ | ----------------------------------------- | ----------------------------------------- |
| 함평119안전센터      |      | 대동면 학동로 386  | 함평읍,대동면,손불면,신광면,엄다면,학교면 | 손불119지역대 신광119지역대 학교119지역대 |
| 나산119안전센터      |      | 나산면 함장로 2786 | 나산면,월야면,해보면                      | 월야119지역대                             |
| 함평소방서 119구조대 |      | 대동면 학동로 386  | 함평군                                    |                                           |

## 같이 보기
- 대한민국 소방청
- 대한민국의 소방
- 소방관 계급